# Население на Сейнт Лусия
Населението на Сейнт Лусия според преброяването през 2018 г. е 179 667 души.

## Възрастов състав
(2000)
- 0-14 години: 33% (мъжe 26 087 / жени 25 159)
- 15-64 години: 62% (мъжe 47 420 / жени 49 290)
- над 65 години: 5% (мъжe 3113 / жени 5191)

(2009)
- 0-14 години: 25,9% (мъжe 22 369 / жени 22 268)
- 15-64 години: 67,4% (мъжe 56 932 / жени 59 299)
- над 65 години: 6,7% (мъжe 5164 / жени 6338)

## Расов състав
(2010)
- 85,3% – негри
- 10,9% – мулати
- 2,2% – индийци
- 1,6% – други

## Религия
(2010)
- 61,5% – католици
- 25,5% – протестанти
- 5,9% – атеисти
- 7,1% - други

## Език
Официален език в Сейнт Лусия е английски.